# Obeid Zakani
Obeid Zakani of ʿUbaid-i Zākānī (geb. 1301 in Qazvin, gest. 1371 waarschijnlijk in Shiraz) was een Perzisch dichter en prozaïst en staat met name bekend als satiricus.

## Leven
De Iraanse schrijver werd in Qazvin geboren en stamt uit de oorspronkelijk Arabische familie Banū Ḫafāǧa. Hij studeerde en leefde een groot deel van zijn leven in Schiraz, een provinciehoofdstad in zuidelijk Centraal-Iran. Hij was hofdichter van diverse lokale leiders, maakte qasidas en gazallen (dichtvormen), maar is toch vooral bekend geworden door zijn satires en parodieën. Toen zijn bekendste werken worden gerekend: De zeden der Nobelen, Honderd adviezen en het dichtwerk Kat en muis. Tot Zakani’s tijdgenoten in de veertiende eeuw behoorden onder meer Hafez en Jahan Malek Khatun. Al deze drie schrijvers werden door kunstminnende heersers voor een bepaalde periode financieel ondersteund, heersers die eerder bekend stonden door hun gewelddadigheid dan door hun creatieve genie.
De Britse orientalist Edward Granville Browne schreef in zijn A Literary History of Persia: Zakani was “perhaps the most remarkable parodist and satirical writer produced by Persia”. Volgens islamwetenschapper en literatuuronderzoeker Ulrich Marzolph vormen de werken van de Perzische satirici vruchtbare bronnen met betrekking tot de Iraanse humor.

## Beknopte bibliografie
- Mūš u gurba (Muis en kat)
- Aẖlāq al-ašrāf (De zeden der Nobelen)
- Resāle-ye delgošā (Hartverwarmende brieven)
- Risāla-yi Ṣad pand (Honderd adviezen)
- Risāla-yi Taʿrīfāt (Definities)